# Norio Jošimizu
Norio Jošimizu (japonsko 吉水 法生), japonski nogometaš, * 21. avgust 1946.
Za japonsko reprezentanco je odigral štiri uradne tekme.